# 야코런 : 리듬매니아
《야코런 : 리듬매니아》는 NCROQUIS가 개발한 모바일 리듬 게임이다.

## 게임 플레이
야코런은 손을 이용하여 움직여 가시를 피하고 하트나 코인을 먹으면서 완주하는 게임이다.

## 노래 목록
- 마춤뻡 다 틀리는 노레
- 아무것도 못하죠
- 해줘
- 당신은 이 노래에 중독될 것입니다
- 아싸라비아 콜롬비아
- 당신의 아침을 깨우는 알람 송
- 이 버튼을 누르지 마시오
- 홀리몰리 과카몰리 송
- 세상에서 가장 킹 받는 순간들
- 민트초코 송
- 나는 빡빡이다
- 터키 아이스크림
- 요즘 잼민이 VS 옛날 잼민이
- 한국인만 알아들을 수 있는 노래

## 캐릭터
• 야코
기본 야코 - 효과 없음
야코 인형 - 보너스 점수 +1%
귀족 야코 - 보너스 점수 +1%, 보너스 경험치, 코인 +0.25%
청룡 야코 - 보너스 점수, 경험치 +1%
산타 야코 - 보너스 점수 +1%, 보너스 경험치, 코인 +0.5%
지구용사 야코 - 보너스 점수 +1%, 보너스 경험치 0.5%
베이비 야코 - 보너스 점수 +1%, 보너스 경험치, 코인 +0.25%
• 하몽
기본 하몽 - 효과 없음
하몽 인형 - 보너스 점수 +1%
지구용사 하몽 - 보너스 점수 +1%, 보너스 경험치, 코인 +0.5%
마법사 하몽 - 보너스 점수 +1%, 보너스 경험치 +0.5%
2024 하몽 - 보너스 점수 +1%, 보너스 경험치, 코인 +0.5%
• 양양
기본 양양 - 효과 없음
양양 인형 - 보너스 점수 +1%
청룡 양양 - 보너스 점수 +1%, 보너스 경험치 +0.5%
해변의 양양 - 보너스 점수 +1%, 보너스 코인 +0.5%
게임캐릭터 양양 - 보너스 점수 +1%, 보너스 경험치 +0.5%
• 사동이
기본 사동이
부자 사동이 - 보너스 점수 +1%
• 네모
4월에 출시 예정
기본 네모
갱스터 네모 - 보너스 점수 1%
• 츄리
역시 4월에 출시 예정

## 콜라보
무한의 계단과 콜라보하였다. 야코런에 무한의 계단이라고 적혀있는 버튼을 누르고, 코드 복사를 누르고 쿠폰 코드를 무한의 계단에서 야코 버튼을 누르고 쿠폰을 입력하면, 캐릭터를 얻을 수 있다.